# Batalla de Boquerón (1866)
La batalla de Boquerón del Sauce ―también conocida como batalla de Boquerón de Pirís, batalla de Punta Ñaró o batalla de Sauce―, fue una serie de combates que se dieron los días 16, 17 y 18 de julio de 1866 durante la Guerra del Paraguay, también conocida como Guerra de la Triple Alianza. Los tres días de la batalla fueron de épicas proporciones, comparables cada uno de ellos a la batalla de Estero Bellaco, que se había llevado a cabo meses antes.
Las tropas del coronel paraguayo Elizardo Aquino derrotaron a las de León de Palleja en feroces duelos. Ambos líderes cayeron muertos en esta batalla. Las bajas en ambos bandos fueron considerables, cerca de 6000 bajas aliadas contra casi 2500 de los paraguayos. En esta batalla las tropas uruguayas quedaron prácticamente exterminadas como una fuerza considerable y luego de ella, solo participarían algunos pequeños batallones expedicionarios.

## Antecedentes
La Guerra del Paraguay se desató, luego de que el Imperio del Brasil invadiera al Uruguay para ayudar a la revuelta de Venancio Flores (quien era abastecido militarmente y apoyado por Bartolomé Mitre). Francisco Solano López, mariscal presidente del Paraguay, en contra del intervencionismo de Argentina y Brasil en los asuntos del Plata, respondiendo al pedido de auxilio de sus aliados del Partido Blanco Uruguayo y considerando que la independencia de su país corría peligro, pues pensaba que todo era un plan para atacar posteriormente al Paraguay, declaró guerra a los gobiernos de la alianza.
Se ha descubierto, mediante un documento firmado por los aliados,que estos pactaron la aniquilación del Paraguay mucho antes de estallar la guerra. 

## Combate en Punta Ñaró y Boquerón del Sauce

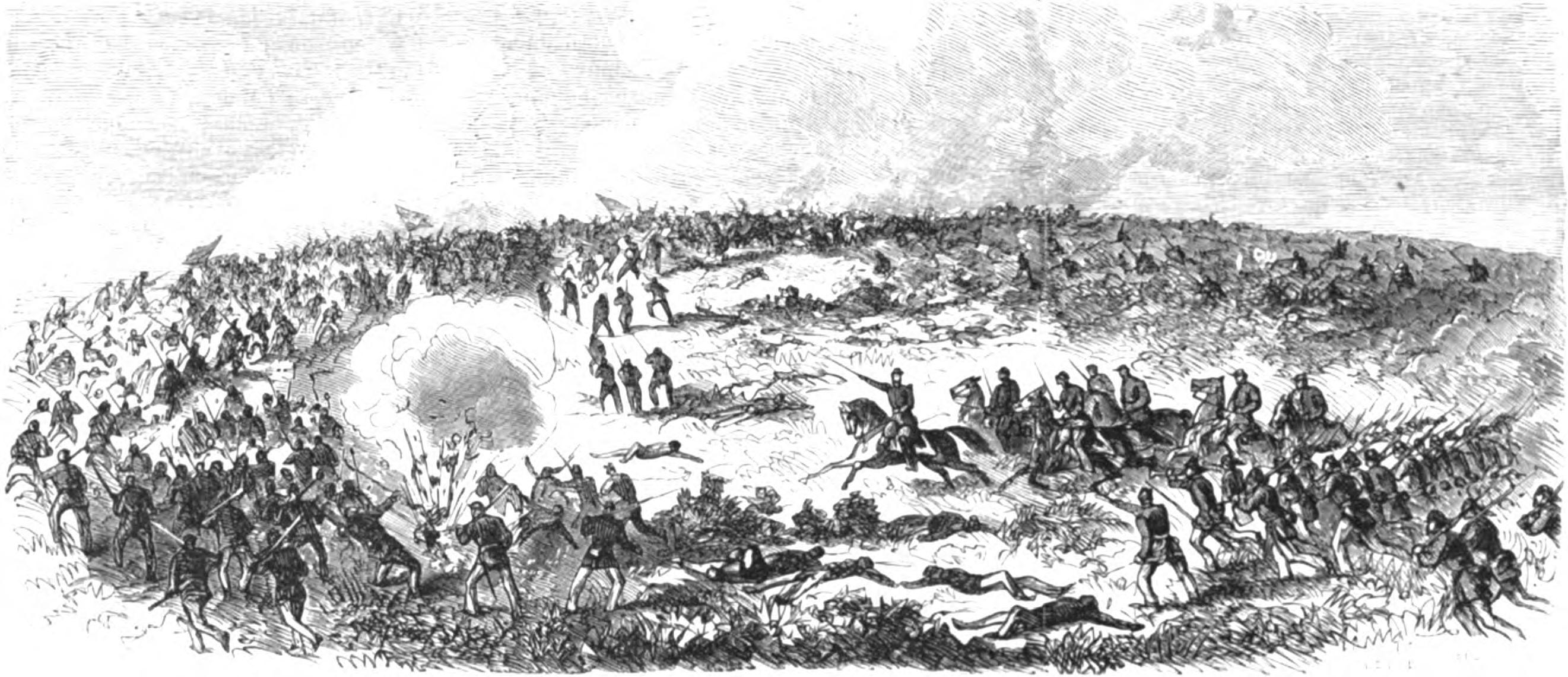
Batalla de Piriz (batalla de Boquerón del Sauce): carga de la 7ª brigada brasileña, Coronel Paranhos, toma de las posiciones paraguayas.

Los días 16 y 17 de julio de 1866, tropas paraguayas lideradas por el coronel Elizardo Aquino se enfrentaron en escaramuzas en los montes y esteros de Punta Ñaró y Boquerón del Sauce a los ejércitos de la Triple Alianza. Varias bajas por ambos bandos se dieron en las grescas.
Bartolomé Mitre, comandante en jefe de las tropas aliadas, ordenó atacar a la plaza fuerte enemiga que se hallaba atrincherada en la zona y encomendó al experimentado mercenario español León de Palleja para derrotar a las defensas paraguayas. La orden de Mitre era de «tomar a toda costa las baterías del enemigo».
Las tropas de la alianza estaban compuestas casi en su totalidad, en esta acción, por los uruguayos leales a Venancio Flores y las tropas mercenarias de Palleja. Unos batallones brasileños y argentinos se acoplaron a la operación, por orden de Mitre y avanzaron hasta el frente.

El plan de Palleja era atrevido pero factible: las tropas brasileñas y argentinas avanzarían frontalmente para retener al enemigo en su trinchera, mientras los uruguayos rodearían la posición por el flanco más débil lanzando una carga sorpresa a la bayoneta. Los defensores guaraníes eran ligeramente superiores en número, pero el ataque era atrevido y prometedor.
Sin embargo, Elizardo Aquino, quien era conocido como el «León de la Vanguardia» por su osadía y por encontrarse siempre «muy al frente de sus tropas» se percató del plan de los aliados e hizo apuntar todos los cañones, sin cambiarlos de posición, hacia el «flanco débil» paraguayo en dirección oeste, cruzando de lado a lado en complicados tiros el frente de batalla.
El 18 de julio se lanzó el ataque e inicialmente, los argentinos y uruguayos consiguieron avanzar hasta el punto de flanquear casi totalmente la posición paraguaya, ubicándose en una pequeña depresión que los ponía a cubierto. Los artilleros paraguayos, dada la complicada posición en que se encontraban, no pudieron inicialmente cumplir la idea defensiva de Aquino. Pero en la zona frontal del ataque, los brasileños y argentinos daban la sorpresa y avanzaban, ante el desconcierto paraguayo. Solo allí los artilleros guaraníes lograron hacer dianas deteniendo la maniobra de flanqueo de los uruguayos. La posición paraguaya era desesperante. Había riesgo de ser rodeados. Es allí cuando el coronel Aquino ordena una carga frontal de caballería contra las tropas argentinas y brasileñas que ya habían ganado demasiado terreno. Con los batallones 6, 7 y 8 inicia un contraataque que pone en retirada, inicialmente a los argentinos y luego a los brasileños
El desconcierto en ese instante era total. Palleja intenta reorganizar el frente, pero no lo consigue.
Se lanza a la carga con sus hombres y causan devastación en las tropas en retirada. Alcanzan la trinchera principal aliada, donde se encontraba Palleja, quien fue herido de muerte en el lugar tras luchar con su espada contra dos jinetes paraguayos y luego se lanza tras las indefensas tropas uruguayas que fueron abandonadas por sus compañeros argentinos y brasileños.
Es allí cuando Aquino recibe un disparo en el vientre por parte de un brasileño herido que quedó atrás. Cae de su caballo. Pero sus tropas continúan la contraofensiva y arrasan a los uruguayos, que quedaron abandonados por sus compañeros, dejando a casi ninguno vivo.

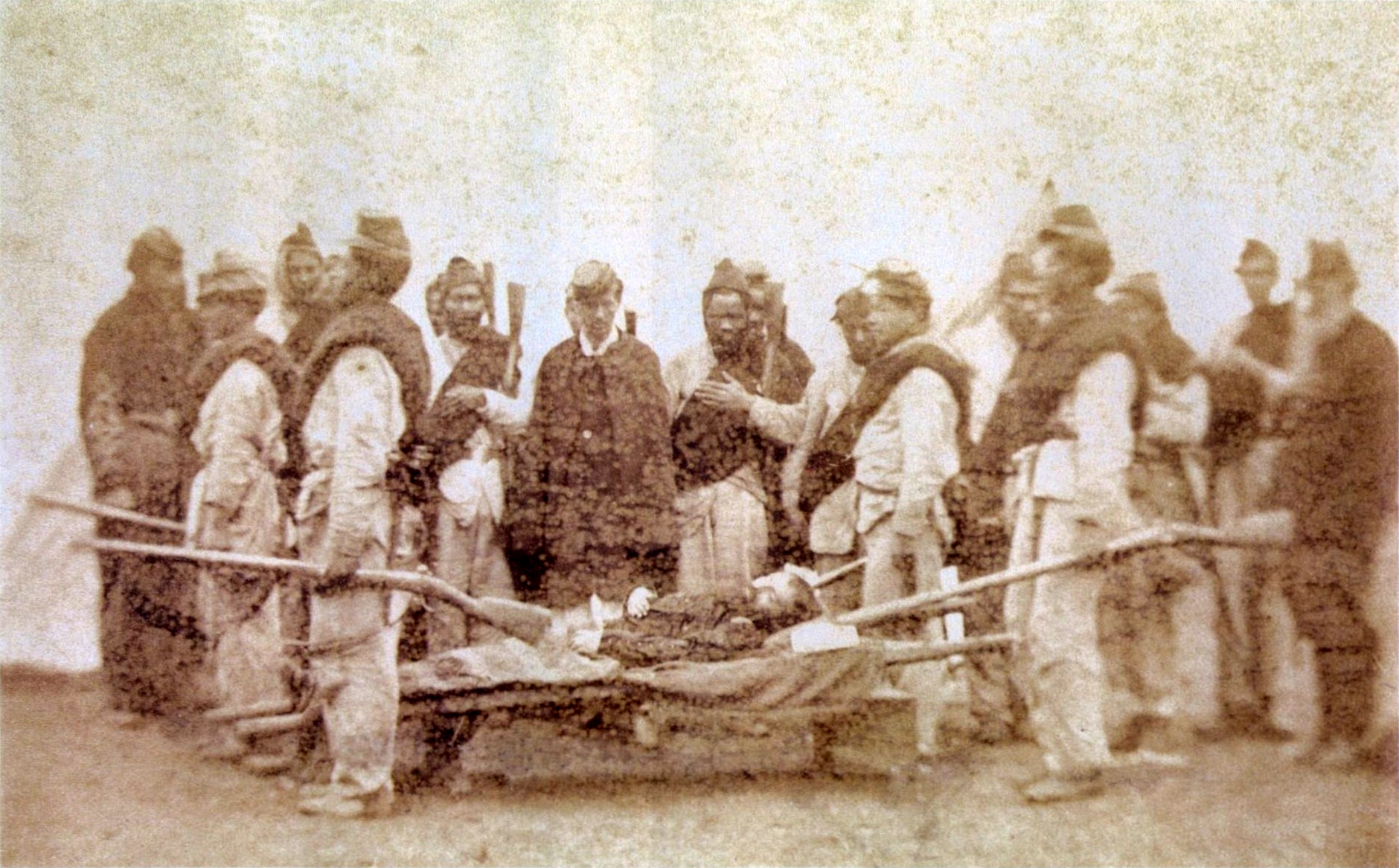
Soldados uruguayos arrastran a su jefe, el mercenario español José Pons de Ojeda ―que se hacía llamar León de Palleja―, caído en la batalla de Boquerón.

El cadáver de Palleja sería trasladado en angarillas por sus soldados uruguayos, quienes lo apreciaban mucho, hasta un lugar cercano donde, en evento solemne, lo enterraron.
Tres días después, Elizardo Aquino fallecería en Paso Pucú, obteniendo antes de morir el ascenso al rango de general.

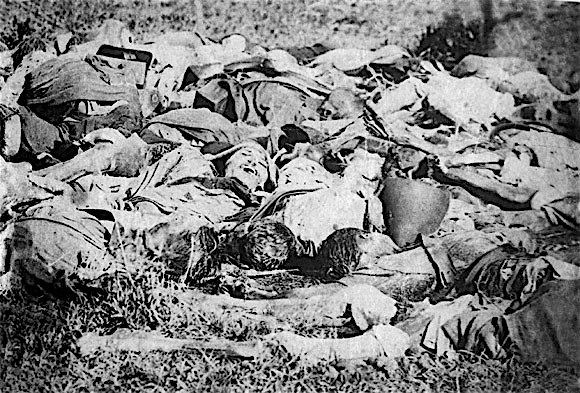
Soldados paraguayos muertos en la batalla de Boquerón.
Fotografía de Bate & Co.